# La Marche de l'empereur (album)
Cet article concerne l'album de musique. Pour le film, voir La Marche de l'empereur.
Albums de Émilie Simon
Émilie Simon
(2003) Végétal
(2006)

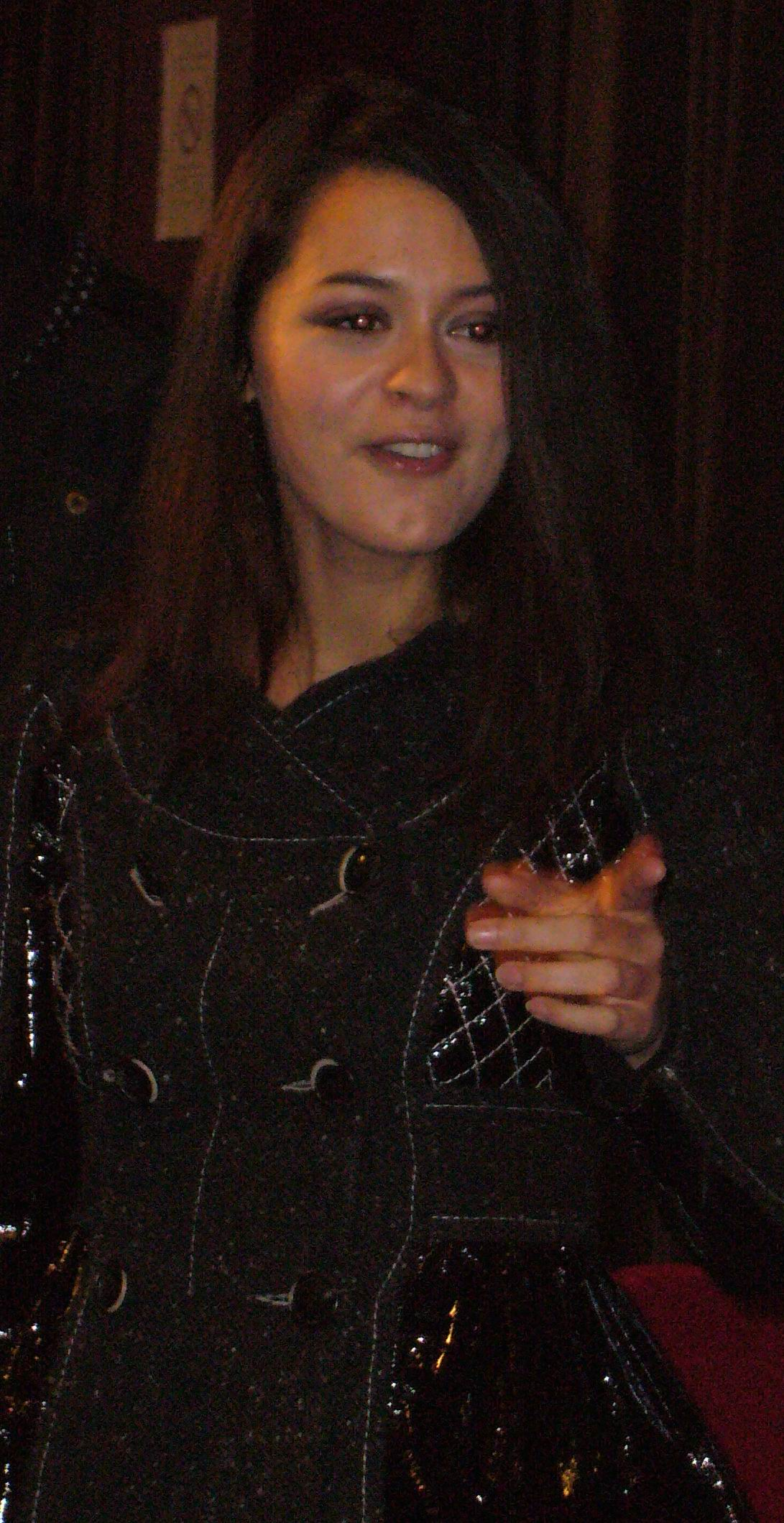
Émilie Simon (ici en 2007), compositrice de la bande originale de La Marche de l'empereur.

La Marche de l’empereur est le deuxième album d'Émilie Simon, sorti en 2005, bande originale du documentaire du même nom. 
Nommé au César de la meilleure musique écrite pour un film lors de la cérémonie de 2006, cet album remporta la même année la Victoire de la musique dans la catégorie « Album de musique originale de cinéma ou de télévision de l'année ».
Bien que les chansons d'Émilie Simon soient chantées en anglais, la version anglophone de La Marche de l'empereur (titrée March of the Penguins) a fait appel à une autre bande originale, composée par Alex Wurman.

## Pistes
| No  | Titre                     | Durée |
| --- | ------------------------- | ----- |
| 1.  | The Frozen World          |       |
| 2.  | Antarctic                 |       |
| 3.  | The Egg                   |       |
| 4.  | Song of the Sea           |       |
| 5.  | Baby Penguins             |       |
| 6.  | Attack of the Killerbirds |       |
| 7.  | Aurora Australis          |       |
| 8.  | The Sea Leopard           |       |
| 9.  | Song of the Storm         |       |
| 10. | Mother’s Pain             |       |
| 11. | To the Dancers on the Ice |       |
| 12. | All Is White              |       |
| 13. | The Voyage                |       |
| 14. | Footprints in the Snow    |       |
| 15. | Ice Girl                  |       |

### Édition limitée
| 1. | Making of de l’enregistrement (vidéo) |  |

### Édition en téléchargement
| No  | Titre                               | Durée |
| --- | ----------------------------------- | ----- |
| 16. | Antartic (Bonus - Extended Version) |       |

## Single
La chanson Song of the storm a été réalisée en tant que single, uniquement en téléchargement.